# BARC Aintree 200 1964
BARC Aintree 200 1964 je bila četrta neprvenstvena dirka Formule 1 v sezoni 1964. Odvijala se je 18. aprila 1964 na angleškem dirkališču Aintree Racecourse.

## Dirka
Modro ozadje označuje tekmovalce Formule 2.
| Poz | Dirkač             | Moštvo                      | Konstruktor      | Čas/Odstop.             | Št. m. |
| --- | ------------------ | --------------------------- | ---------------- | ----------------------- | ------ |
| 1   | Jack Brabham       | Brabham Racing Organisation | Brabham-Climax   | 2.09:02.6               | 2      |
| 2   | Graham Hill        | Owen Racing Organisation    | BRM              | + 34.0 s                | 1      |
| 3   | Peter Arundell     | Team Lotus                  | Lotus-Climax     | + 1:31.0 s              | 3      |
| 4   | Jo Bonnier         | Rob Walker Racing Team      | Cooper-Climax    | 66 krogov               | 8      |
| 5   | John Taylor        | Gerard Racing               | Cooper-Ford      | 65 krogov               | 12     |
| 6   | Mike Spence        | Ron Harris / Team Lotus     | Lotus-Cosworth   | 64 krogov               | 18     |
| 7   | Tony Maggs         | Midland Racing Partnership  | Lola-Cosworth    | 64 krogov               | 20     |
| 8   | Richard Attwood    | Midland Racing Partnership  | Lola-Cosworth    | 64 krogov               | 16     |
| 9   | Giancarlo Baghetti | Scuderia Centro Sud         | BRM              | 63 krogov               | 14     |
| 10  | Denny Hulme        | Brabham Racing Developments | Brabham-Cosworth | 63 krogov               | 11     |
| 11  | André Pilette      | Equipe Scirocco Belge       | Scirocco-Climax  | 61 krogov               | 25     |
| 12  | Brian Hart         | Cosworth Engineering        | Lotus-Cosworth   | Gred                    | 15     |
| 13  | Alan Rees          | Roy Winkelmann Racing       | Brabham-Cosworth | Brez goriva             | 19     |
| 14  | John Fenning       | Ron Harris / Team Lotus     | Lotus-Ford       | 60 krogov               | 23     |
| 15  | Ian Raby           | Ian Raby (Racing)           | Brabham-BRM      | 55 krogov               | 22     |
| Ods | Jim Clark          | Team Lotus                  | Lotus-Climax     | Trčenje                 | 4      |
| Ods | Innes Ireland      | British Racing Partnership  | BRP-BRM          | Vzmetenje               | 7      |
| Ods | Tony Hegbourne     | Normand Ltd.                | Cooper-Cosworth  | Motor                   | 17     |
| Ods | Dan Gurney         | Brabham Racing Organisation | Brabham-Climax   | Prenos                  | 21     |
| Ods | Mike Hailwood      | Reg Parnell (Racing)        | Lotus-BRM        | Motor                   | 13     |
| Ods | David Hobbs        | Merlyn Racing               | Merlyn-Cosworth  | Pregrevanje             | 24     |
| Ods | Trevor Taylor      | British Racing Partnership  | BRP-BRM          | Bat                     | 9      |
| Ods | Bruce McLaren      | Cooper Car Company          | Cooper-Climax    | Pregrevanje             | 5      |
| Ods | Phil Hill          | Cooper Car Company          | Cooper-Climax    | Menjalnik               | 10     |
| Ods | Chris Amon         | Reg Parnell (Racing)        | Lotus-BRM        | Črpalka za gorivo       | 27     |
| DNS | Richie Ginther     | Owen Racing Organisation    | BRM              | Trčenje                 | (6)    |
| DNS | Mario Cabral       | Mario Cabral                | Cooper-Climax    | Menjalnik               | (26)   |
| WD  | John Surtees       | SEFAC Ferrari               | Ferrari          |                         | -      |
| WD  | Peter Revson       | Revson Racing (America)     | Lotus-BRM        | Nepripravljen dirkalnik | -      |
| WD  | Bob Anderson       | DW Racing Enterprises       | Brabham-Climax   | Brez dirkalnika         | -      |
| WD  | Jo Siffert         | Siffert Racing Team         | Lotus-BRM        | Poškodba                | -      |
| WD  | Mike Beckwith      | Normand Ltd.                | Cooper-Cosworth  | Menjalnik               | -      |